# اس‌ام یو-۱۰۹
اس‌ام یو-۱۰۹ (به انگلیسی: SM U-109) یک زیردریایی بود که طول آن ۷۰٫۶۰ متر (۲۳۱٫۶ فوت) بود. این زیردریایی در سال ۱۹۱۷ ساخته شد.